# Deepak Obhrai
Deepak Obhrai (né le 5 juillet 1950 à Oldeani en Tanzanie et mort le 2 août 2019 à Calgary) est un homme politique canadien.
Il est député à la Chambre des communes du Canada, représentant la circonscription de Calgary-Est sous la bannière du Parti conservateur du Canada.

## Biographie
Anciennement homme d'affaires, Deepak Obhrai est d'abord élu en 1997 pour le Parti réformiste du Canada, et est réélu lorsque le Parti réformiste devient l'Alliance canadienne en 2000. En 2004 et 2006 il est élu en tant que membre du Parti conservateur. Il est parmi les quatre députés alliancistes qui consentent à siéger avec le caucus progressiste-conservateur après la création, le 9 décembre 2003, du Parti conservateur fusionné, étant donné que les caucus parlementaires progressiste-conservateur et allianciste ne sont fusionnés officiellement que quelques semaines plus tard.
En tant que député de l'opposition, il a été porte-parole en matières de Coopération internationale, de Multiculturalisme, de Commerce international et de l'ACDI.
Il fut également secrétaire parlementaire du ministre des Affaires étrangères sous le gouvernement Harper.